# روسری
روسری پارچه‌ای معمولاً سه گوش یا چهارگوش (به صورت سه تا شده) است که بیشتر روی سر یا گردن پوشیده می‌شود. روسری ممکن است به منظور رعایت حجاب اسلامی، گرما، تمیزی یا برای زیبایی پوشیده‌است

## انواع روسری
- روسری نخی این روسری‌ها با قواره‌های بزرگ برای تابستان خیلی مناسب‌اند. خنک و سبک هستند و باعث نمی‌شوند سر و موها عرق کند. منظور از قواره روسری اندازه یک ضلع مربع روسری می‌باشد.
- روسری پلیسه این نوع روسری بیشتر در فصل گرما کاربرد دارد
- روسری مامی روسری مامی از جنس ابریشم مامی می‌باشد. مامی نوعی ابریشم دارای سطحی راه راه مانند است که از ایستایی بهتری نسبت به سایر روسری ابریشمی‌ها روی سر برخوردار است.
- روسری کرپ حریر روسری‌های کرپ نازک و سبک هستند. البته به دلیل رنگ‌های مات پارچه‌های حریرکرپ، نازکی آنها موجب نمی‌شود موهای سر پیدا باشد. این روسری‌ها خنک و لطیف هستند و برای مهمانی‌های دوستانه گزینه خوبی خواهند بود.
- روسری ساتن ابریشم روسری ساتن ابریشم بافتی نرم و ظاهری درخشان دارند که اغلب با الگوی طرحی لخت و فرم پذیر به عنوان روسری مجلسی استفاده می‌شوند.[۱]
- روسری لمه شال و روسری‌های لمه‌دار انتخابی ایده‌آل برای بانوانی است که می‌خواهند متفاوت و شیک باشند. این مدل شال و روسری‌ها با لمه‌های درخشان باعث جذابیت و زیبایی هرچه بیشتر شما می‌شوند. براق بودن رشته نخ‌های لمه این طرح شال و روسری توجه دیگران را به شما جلب خواهد کرد. پس اگر دوست دارید بیشتر دیده شوید روسری لمه دار سر کنید.
- روسری ژاکارد در واقع روسری ژاکارد یک طرح خاص از پارچه هست، که می‌تواند در انواع پارچه حریر، نخی قرار بگیرد و با تلفیق این طرح با آن پارچه اسم ترکیبی به خود می‌گیرد مثل روسری حریر ژاکارد، روسری نخی ژاکارد به عکس زیر دقیت کنید به این نوع طرح اصطلاحاً ژاکارد گفته می‌شود که می‌توانید.
- روسری گارزا این نوع از روسری هم به دلیل بافتی که دارد گارزا نامیده می‌شود اگر این بافت برروی هر پارچه ای قرار گیرد اینطور نامیده خواهد شد روسری نخی گارزا، روسری حریر گارژا.

## مشکلات ظاهری روسری

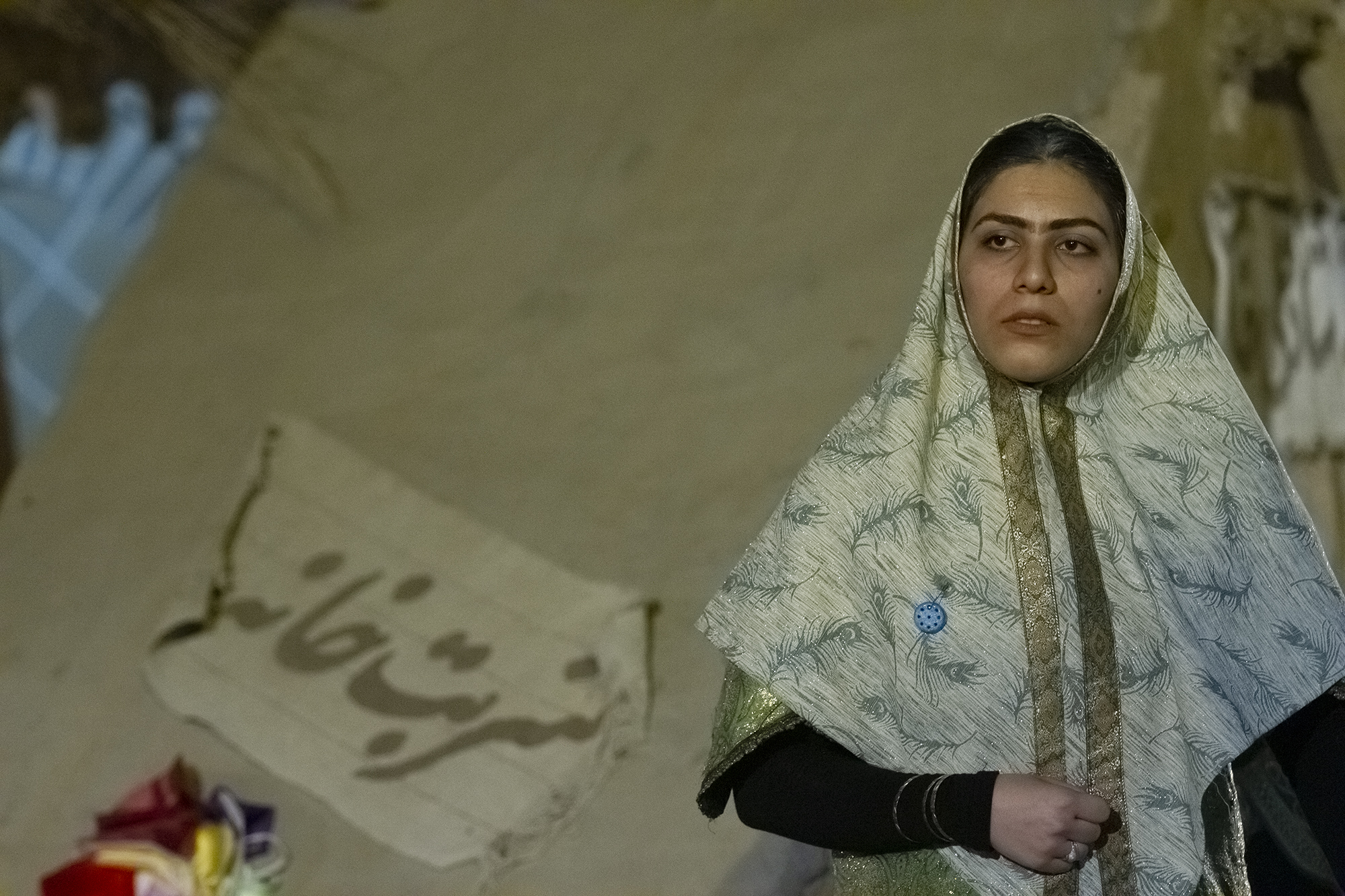
یک بازیگر تئاتر که یک روسری به سبک زنان ایران قدیم به سر دارد

با توجه به اینکه برندهای مختلفی در حال تولید این محصول هستند، و هرکدام از نظر کیفیت با هم دیگر متفاوت است ممکن است حین خرید برخی ایرادت به چشم بیایید.
- نخی کش بودن: نخ کش بودن شال و روسری یکی از بزرگ‌ترین ایرادات مهم و غیرقابل چشم پوشی است، این کالا ظرافت خاص خودش را دارد و با توجه به اینکه از پارچه‌های مخصوص و نازکی تولید می‌شود، ممکن هست هنگام دوختن آن با نخ به وجود آید. اما مقدار نخ کش هم اهمیت زیادی دارد گاهی اوقات این مقدار اینقدر زیاد نیست که به بافت روسری آسیب بزند.
- چاپ نامناسب : چاپی هست که در آن طرح روسری مات چاپ شود، دو علت اصلی برای این چاپ کیفیت پایین فایل و استفاده کردن از کاغذ نامرغوب برای چاپ طرح است. برای جلوگیری از این مشکلات اولین پیشنهاد ما استفاده از نرم‌افزار ادوبی ایلاستریتور برای طراحی شال و روسری است. متأسفانه اکثر طراحان شال و روسری از ادوبی فتوشاپ برای طراحی شال و روسری استفاده می‌کنند آنهم بخاطر راحتی کار بیشتر با این نرم‌افزار. اما اصل طراحی شال و روسری با ادوبی ایلاستریتور هست به این دلیل که یک نرم‌افزار وکتور است.
- پس دادن رنگ : این مورد هم یکجور مشکل ظاهری دیگر است، برخی از برندها بخاطر استفاده از رنگ بیش از حد استاندارد، یا تنطیم نبودن نازل چابگر دچار این مشکل می‌شوند. به این صورت که پس از چاپ و اتمام کار وقتی روی روسری دست می‌کشید اندکی رنگ روی دست شما نقش می‌بندد. اما تنها راهی که می‌شود این مورد را برطرف کرد شستشوی آن با آب سرد است که می‌تواند این مورد را به‌طور کامل برطرف کند.
- دور دوز نامناسب: بزرگ‌ترین عاملی که می‌تواند مشکل نخ کش شدن رخ دهد، دور دوز نامناسب و با فاصله زیاد هست. معمولاً لبه‌های روسری را پس از چاپ زدن و برش دادن، با نخ‌های رنگی می‌دوزند که باعث افزایش عمر و دوام روسری خواهد شد. عرف بازار این است که چهار طرف روسرها را بدوزند و در خصوص شال‌ها تنها دو طرف آنها دوخته می‌شود.
- داشتن خط چاپ: یکی دیگر از مشکلاتی که هنگام خرید شال یا روسری ممکن است با آن مواجه شوید، وجود برخی خطوط چاپی یا لکه‌های چاپی برروی شال و روسری شما هست. این ایراد بخاطر نازل گرفتگی و کثیف بودن هد چابگر رخ می‌دهد.

## روسری و ورزش
در ورزش جودو، پوشیدن روسری به دلایل ایمنی جودوکار ممنوع است.

## نگارخانه

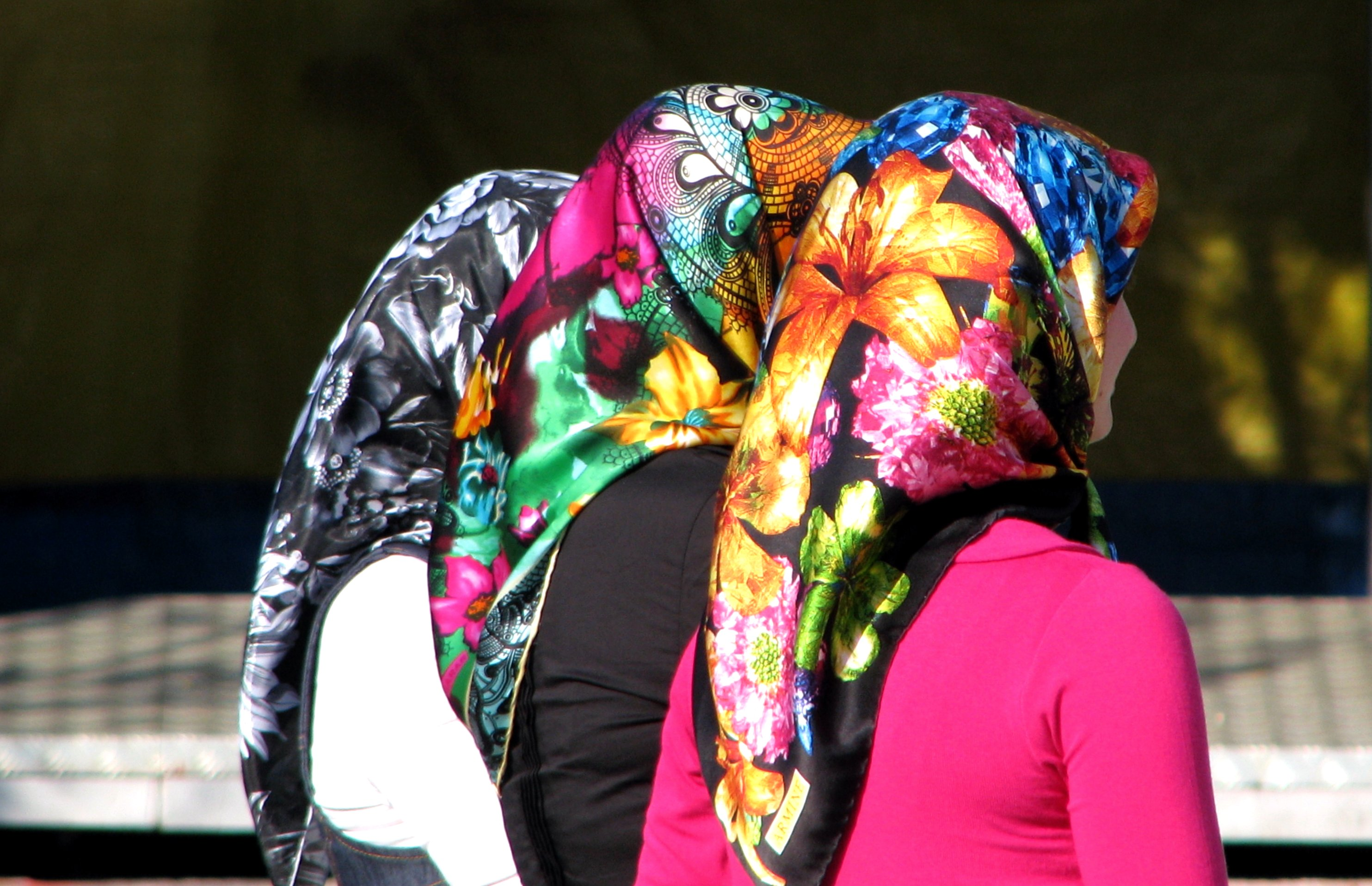
مردم محلی با پوشش روسری آلانیا، ترکیه.
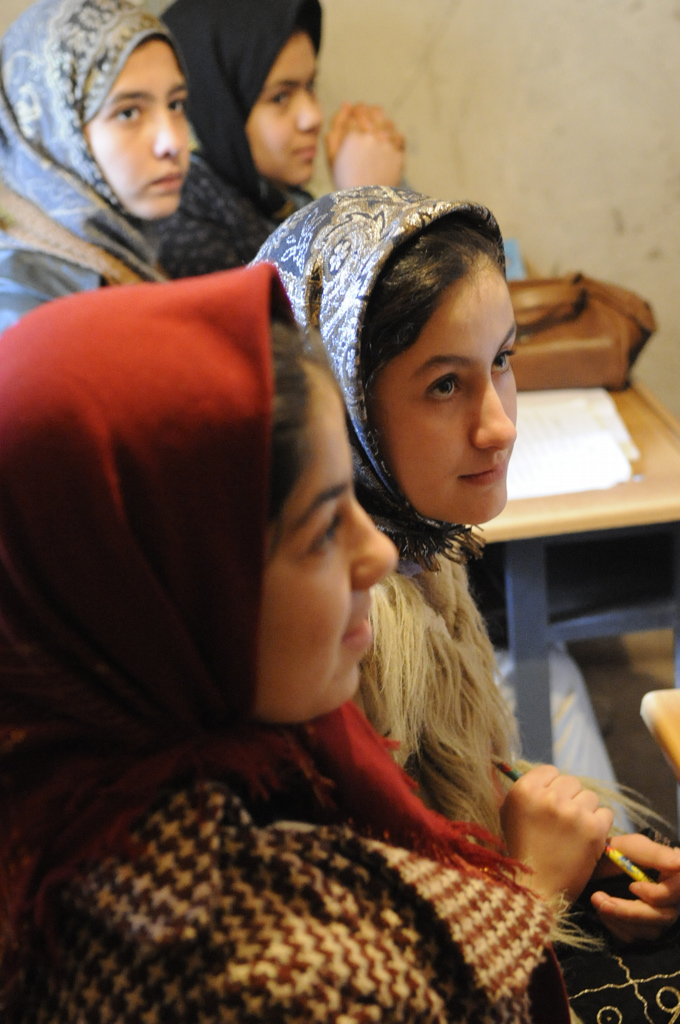
دختران دانش آموز در هرات افغانستان
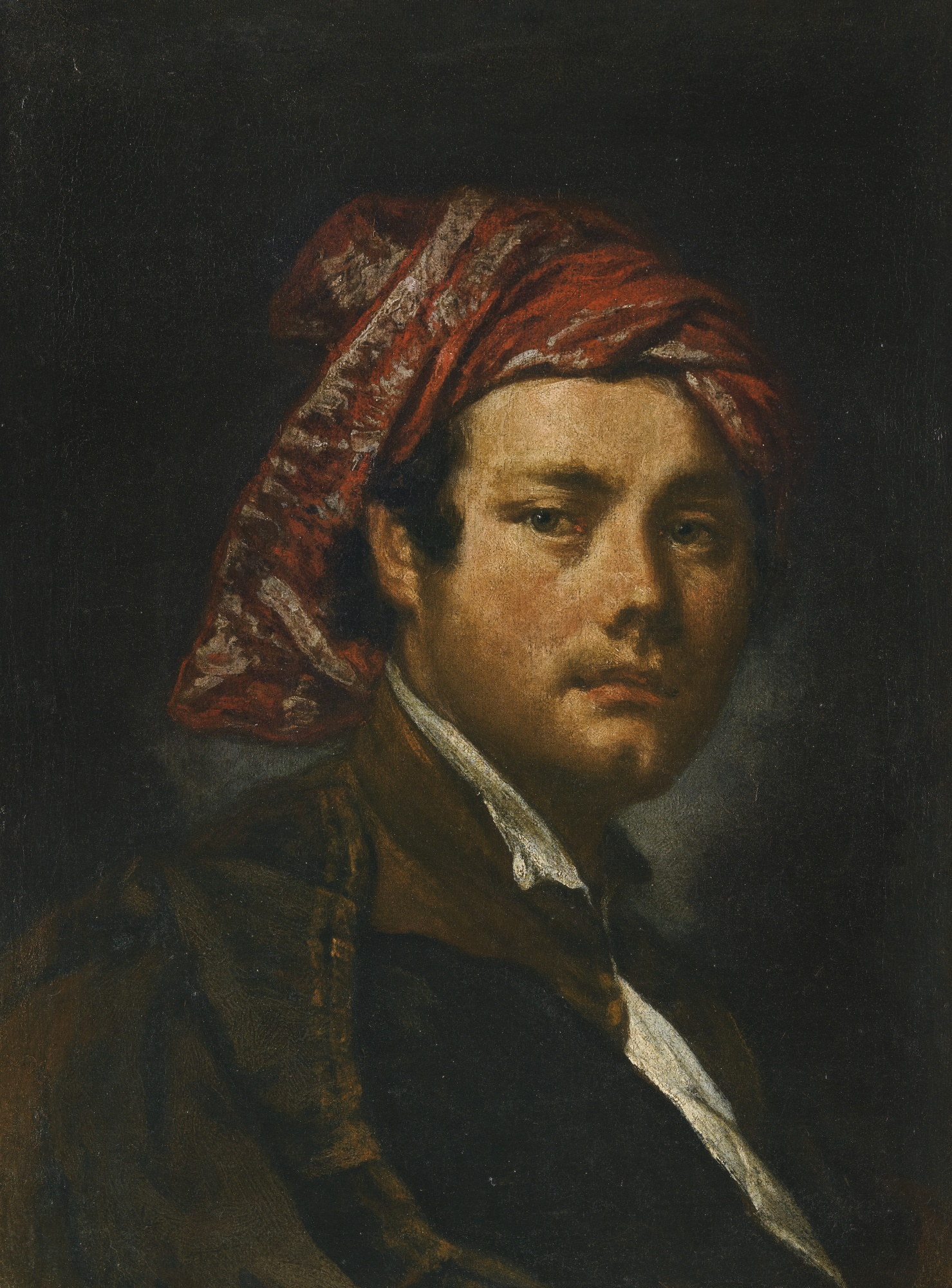
Oil on canvas painting by Vittore Ghislandi, called Fra Galgario
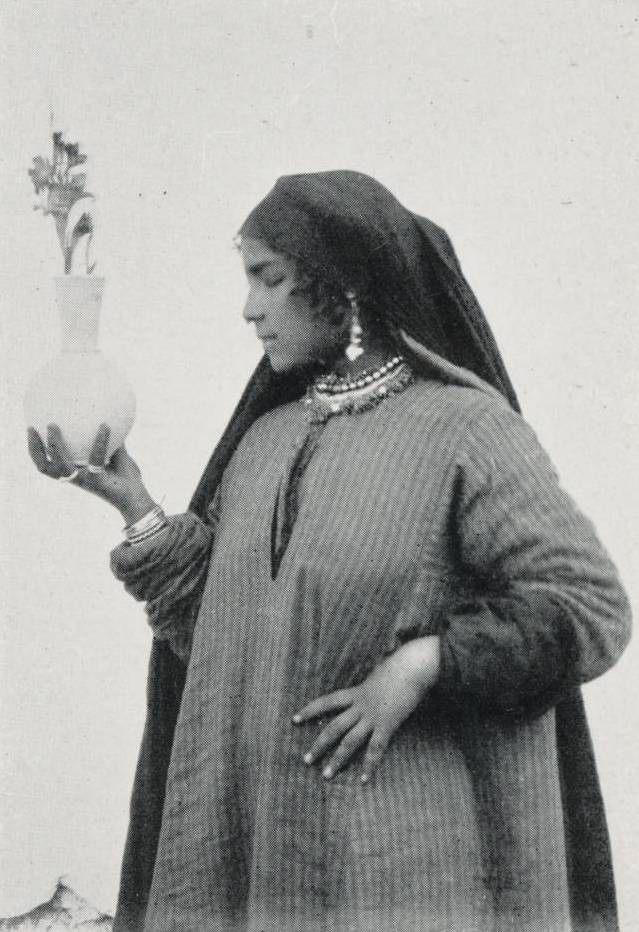
یک دختر گل فروش. مصر، ۱۹۰۶
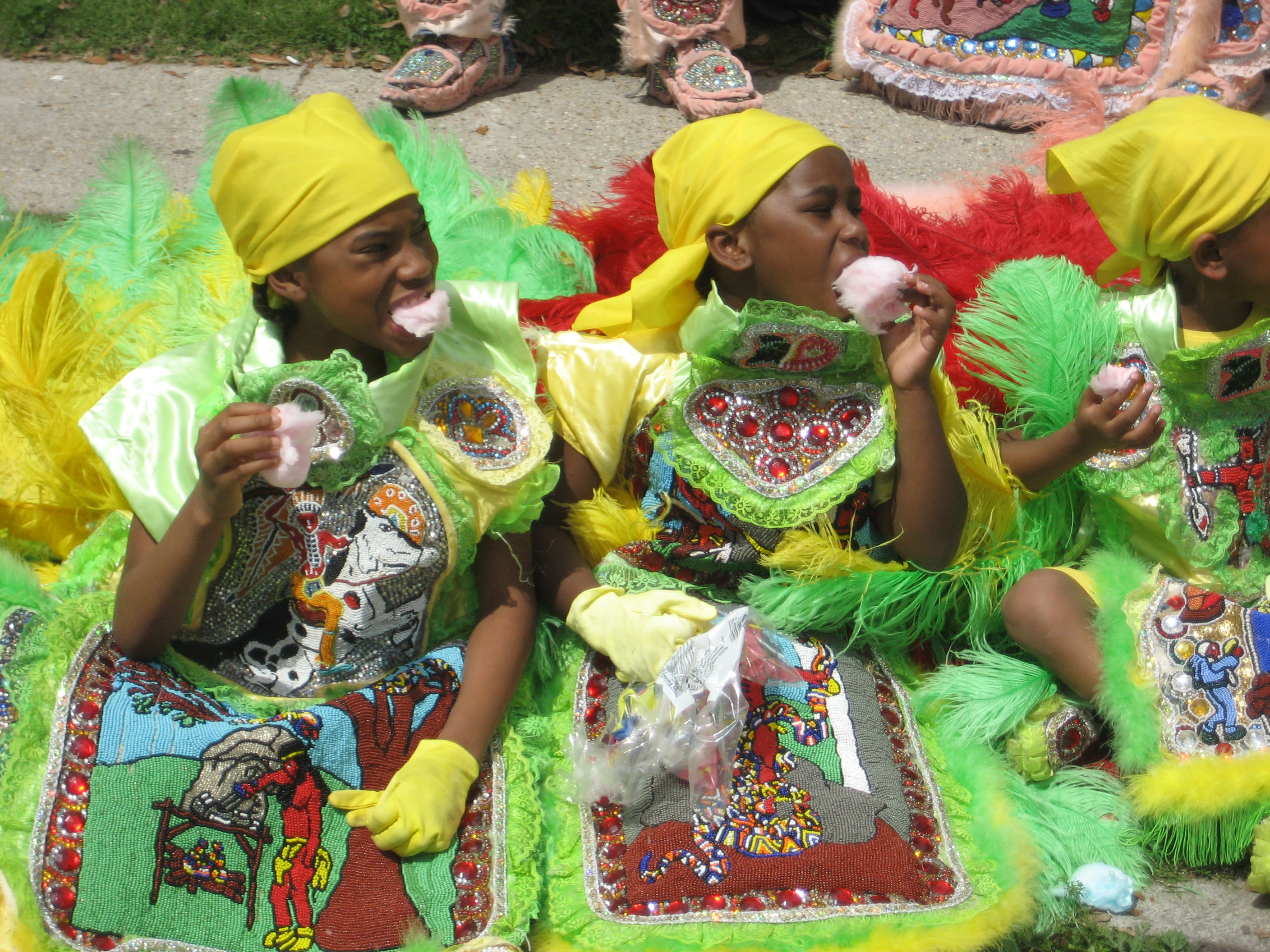
Girls dressed up for a parade wear matching yellow headscarves. 2009, New Orleans, Louisiana
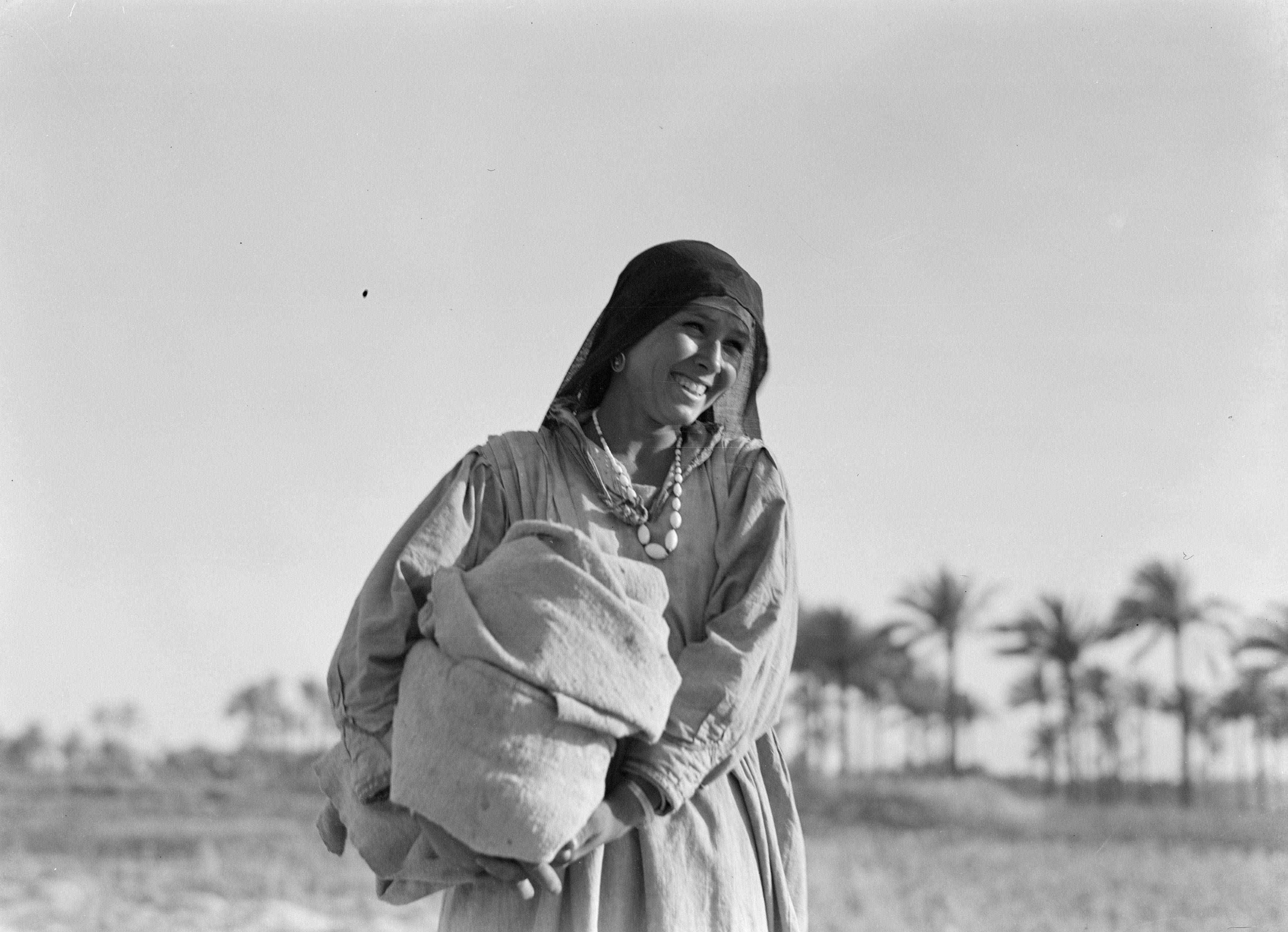
مصر، ۱۹۳۵
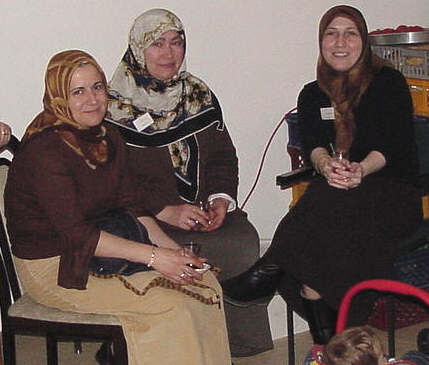
سه زن ترک با پوشش روسری، ۲۰۰۳
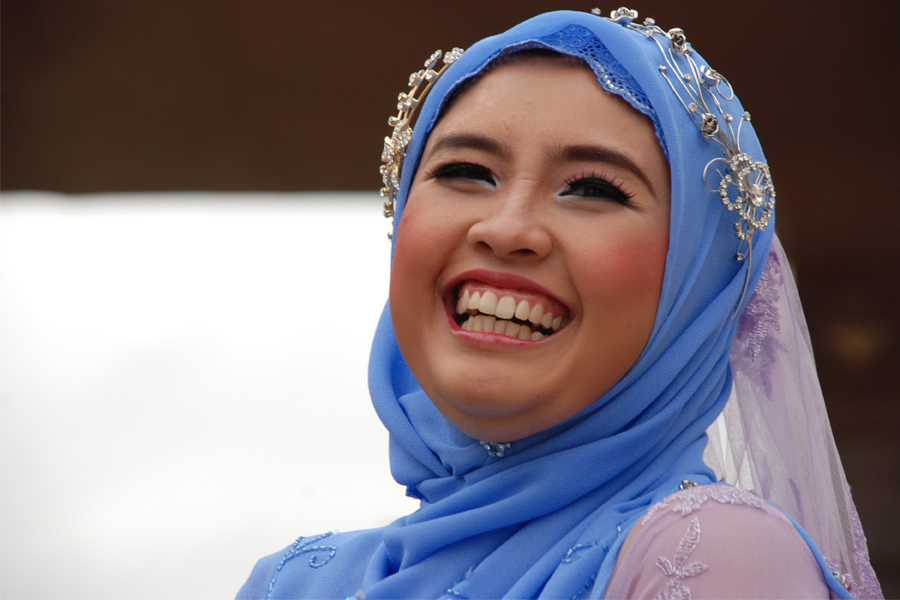
یک زن با پوشش روسری در کوالالامپور مالزی، ۲۰۰۸
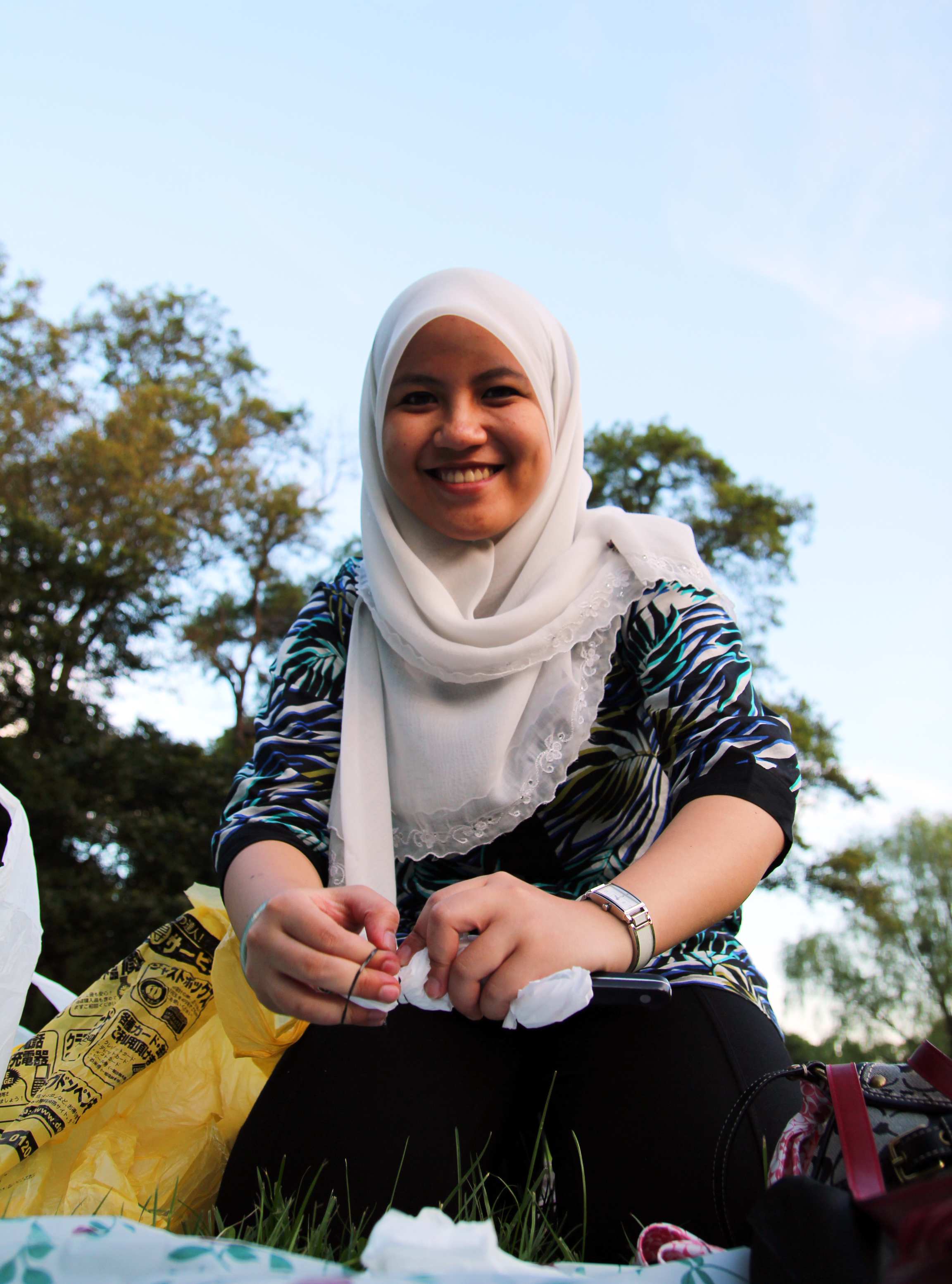
دختر جوان در مالزی با پوشش روسری، ۲۰۱۰
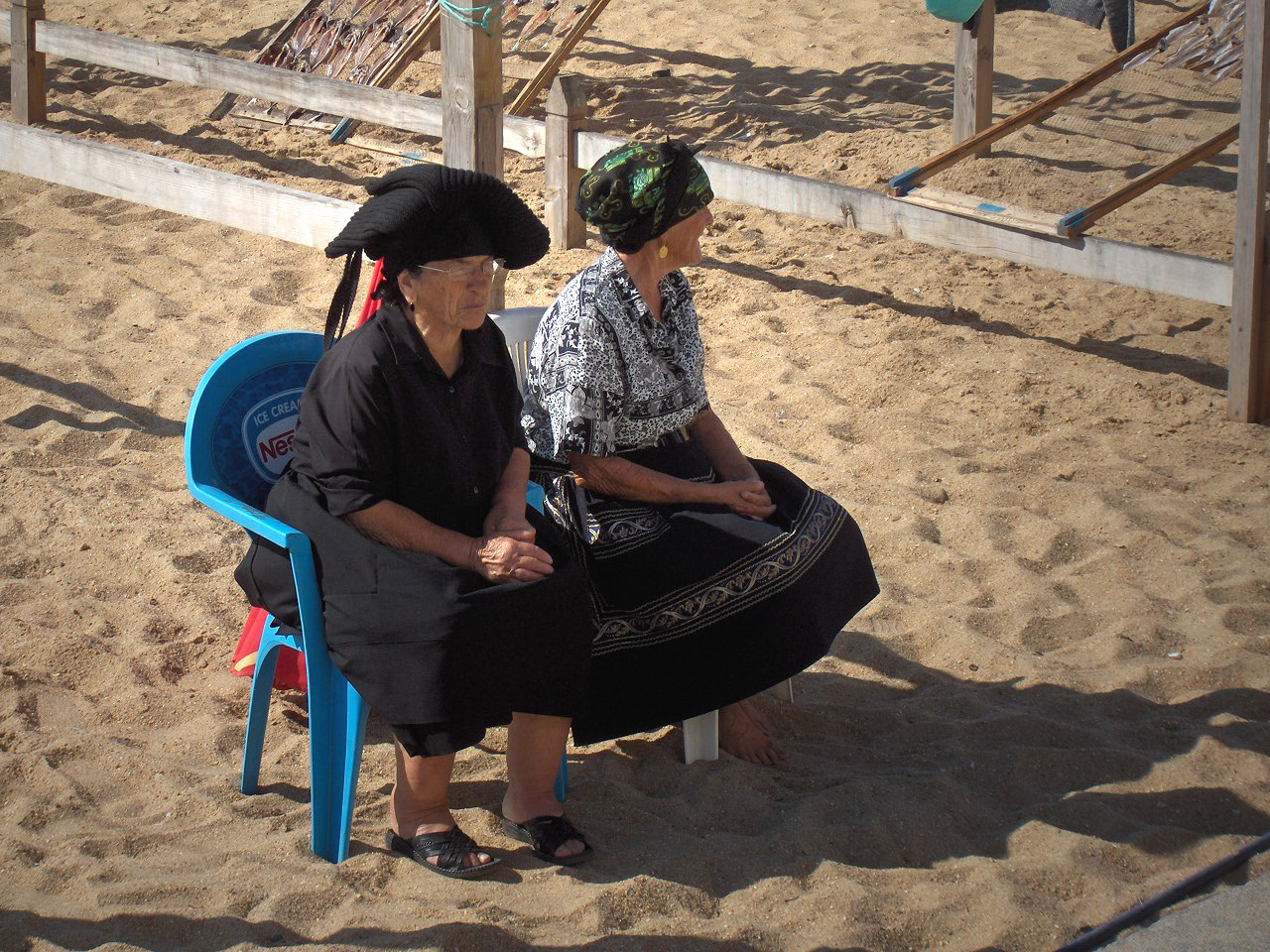
لباس و روسری مرسوم زنان در کشور پرتقال; Nazaré, ۲۰۰۶
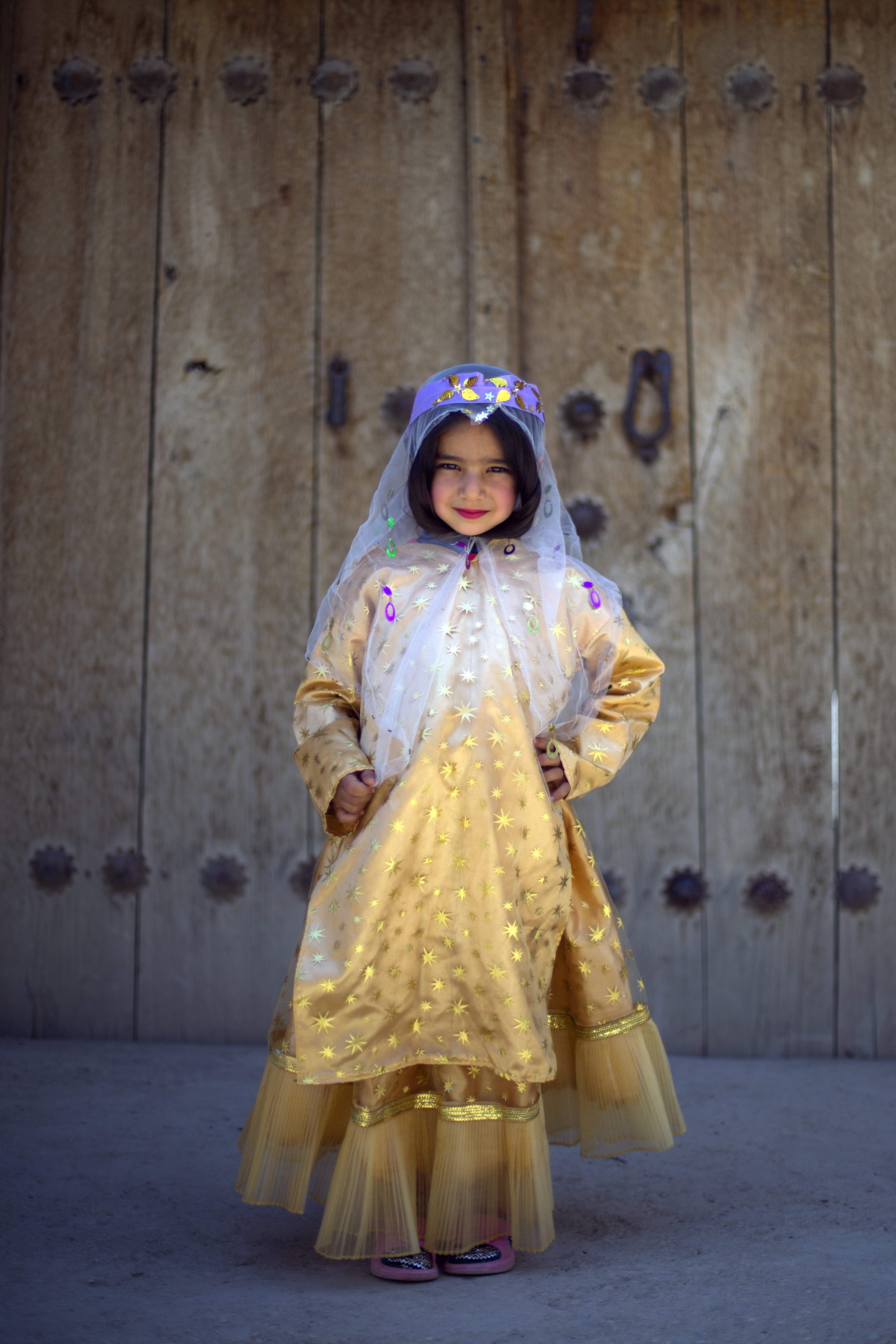
روسری توری و یک دختر بچه ایرانی با لباس محلی، روستای خفر، حوالی منطقه پادنا در استان اصفهان، ایران، ۱۳۹۶